# Subdivisões de Porto Rico
Porto Rico é dividido em municípios perfazendo um total de 78 e agrupados em distritos eleitorais.

## Lista em ordem alfabética
| - Adjuntas - Aguada - Aguadilla - Aguas Buenas - Aibonito - Añasco - Arecibo - Arroyo - Barceloneta - Barranquitas - Bayamón - Cabo Rojo - Caguas - Camuy - Canóvanas - Carolina | - Cataño - Cayey - Ceiba - Ciales - Cidra - Coamo - Comerío - Corozal - Culebra - Dorado - Fajardo - Florida - Guánica - Guayama - Guayanilla - Guaynabo | - Gurabo - Hatillo - Hormigueros - Humacao - Isabela - Jayuya - Juana Díaz - Juncos - Lajas - Lares - Las Marías - Las Piedras - Loíza - Luquillo - Manatí - Maricao | - Maunabo - Mayagüez - Moca - Morovis - Naguabo - Naranjito - Orocovis - Patillas - Peñuelas - Ponce - Quebradillas - Rincón - Río Grande - Sabana Grande - Salinas - San Germán | - San Juan (capital) - San Lorenzo - San Sebastián - Santa Isabel - Toa Alta - Toa Baixa - Trujillo Alto - Utuado - Vega Alta - Vega Baixa - Vieques - Villalba - Yabucoa - Yauco |

## Lista de Municípios, agrupados por distritos eleitorais

### Distrito eleitoral de San Juan
1. San Juan (capital)

### Distrito eleitoral de Bayamón
1. Bayamón
2. Cataño
3. Guaynabo
4. Toa Baixa

### Distrito eleitoral de Arecibo
1. Arecibo
2. Barceloneta
3. Camuy
4. Ciales
5. Dorado
6. Florida
7. Hatillo
8. Manatí
9. Quebradillas
10. Toa Alta
11. Vega Alta
12. Vega Baixa

### Distrito eleitoral de Mayagüez
1. Aguada
2. Aguadilla
3. Añasco
4. Cabo Rojo
5. Hormigueros
6. Isabela
7. Las Marías
8. Mayagüez
9. Moca
10. Rincón
11. San Germán
12. San Sebastián

### Distrito eleitoral de Ponce
1. Adjuntas
2. Guánica
3. Guayanilla
4. Jayuya
5. Lajas
6. Lares
7. Maricao
8. Peñuelas
9. Ponce
10. Sabana Grande
11. Utuado
12. Yauco

### Distrito eleitoral de Guayama
1. Aibonito
2. Barranquitas
3. Cayey
4. Cidra
5. Coamo
6. Comerío
7. Corozal
8. Guayama
9. Juana Díaz
10. Morovis
11. Naranjito
12. Orocovis
13. Salinas
14. Santa Isabel
15. Villalba

### Distrito eleitoral de Humacao
1. Aguas Buenas
2. Arroyo
3. Caguas
4. Gurabo
5. Humacao
6. Juncos
7. Las Piedras
8. Maunabo
9. Nagüabo
10. Patillas
11. San Lorenzo
12. Yabucoa

### Distrito eleitoral de Carolina
1. Canóvanas
2. Carolina
3. Ceiba
4. Culebra
5. Fajardo
6. Loíza
7. Luquillo
8. Río Grande
9. Trujillo Alto
10. Vieques